# Затеченська сільська рада
Зате́ченська сільська рада (рос. Затеченский сельский совет) — сільське поселення у складі Далматовського району Курганської області Росії.
Адміністративний центр — село Затеченське.
Населення сільського поселення становить 1079 осіб (2017; 1173 у 2010, 1256 у 2002).

## Склад
До складу сільського поселення входять:
| Населений пункт      | Населення, осіб (2002) | Населення, осіб (2010) |
| -------------------- | ---------------------- | ---------------------- |
| Красноісетське, село | 561                    | 487                    |
| Затеченське, село    | 695                    | 686                    |